# Axel Brun
Axel Brun, född Axel-Helmuth Brun (även känd som Helmut Aksel Brun), född 5 februari 1930 i Österby i Estland, död 13 september 2020 i Sverige, var en svensk brottare och brottningsdomare.

## Biografi
Axel Brun tog examen från Birkas grundskola. År 1944 flydde han till Sverige – som de flesta estlandssvenskar gjorde. Senare arbetade han som en låssmed i Stockholm.

## Karriär

### Som brottare
År 1952 vann han Stockholmsmästerskap i både grekisk-romersk stil och fristil.

### Som domare
Från 1952 var Axel Brun aktiv i Djurgårdens Idrottsförenings styrande organ. Vid föreningens årsmöte 1974 tilldelades han en förtjänstmedalj i guld (på den tiden var han brottningens kassör). Hans betydelse i de lokala brottningskretsarna kan ses i den korta sammanfattningen av brottningsklubbens historia där hans namn är listat bland fem av de mest anmärkningsvärda personerna – bredvid en annan estlandssvensk brottare Edvin Vesterby. När Brun fyllde 50 år fick han utmärkelsetecken "Silverhästskon" från Djurgårdens IF – utmärkelsen som också har getts till två svenska kungar.

År 1965 blev Axel Brun Internationella brottningsförbundets domare av högsta kategorin. Som domare deltog han i Olympiska spelen i 1976, 1980, 1984 och 1988. Utöver det deltog han i 14 världsmästerskap och 21 europamästerskap för både vuxna och ungdomar.

### Utmärkelser som domare
- 1975 tilldelades Svenska Brottningsdomarförbundet till Axel Brun "Stora brottningsdomarmärket". Detta var det första brottningsdomarmärket som tilldelades.[7]
- 2011 fick han som fyrfaldig OS-domare priset "Fyrstadsmedalj".[8]